# San Sebastián Teitipac
San Sebastián Teitipac es una localidad del estado mexicano de Oaxaca. Es cabecera del municipio de San Sebastián Teitipac.

## Demografía
| Censo | Población |
| ----- | --------- |
| 1900  | 987       |
| 1910  | 1061      |
| 1921  | 998       |
| 1930  | 1050      |
| 1940  | 1252      |
| 1950  | 1202      |
| 1960  | 1257      |
| 1970  | 1677      |
| 1980  | 2043      |
| 1990  | 2032      |
| 1995  | 2010      |
| 2000  | 1867      |
| 2005  | 1772      |
| 2010  | 1735      |
| 2020  | 1857      |